# Epicauta obesa
Epicauta obesa là một loài bọ cánh cứng trong họ Meloidae. Loài này được Chevrolat miêu tả khoa học năm 1835.